# Preziosismo
Il preziosismo fu un fenomeno di costume e di gusto sviluppatosi nel Seicento in Francia ed ebbe la sua massima diffusione nei decenni centrali del secolo (fra il 1640 e il 1660 circa) dove costituì, accanto al genere burlesco e prima del definitivo affermarsi del classicismo, una delle manifestazioni letterarie del barocco (come in altri paesi il marinismo, l'eufuismo, il gongorismo).

## Storia
Fin dall'inizio (col famoso salotto di Madame de Rambouillet, aperto nel secondo decennio del XVII secolo e attivo fino al 1648), vi si intrecciò un elemento femminista: reazione contro la condizione di passività riservata alla donna (matrimonio di convenienza o convento, per le classi agiate) e ricerca di una compensazione nella vita mondana (circoli presieduti da donne), nelle sottili speculazioni procedurali sull'amore (di cui è un esempio la famosa carta del Tenero di Madeleine de Scudéry, sorta di itinerario topografico tra i luoghi obbligati dell'innamoramento e del corteggiamento) e nella cultura (non solo letteraria).
La distensione prodottasi con la fine delle guerre di religione favorì il moltiplicarsi dei salotti mondano-letterari, che assolsero un'importante funzione fino a quando l'aristocrazia non lasciò Parigi per seguire il re, trasferitosi nel 1682 definitivamente a Versailles.
Come fenomeno letterario, il preziosismo segnò un ritorno ai miti dell'amore cortese, cavalleresco o platonico (dall'Astrée di Honoré d'Urfé ai romanzi di Madeleine de Scudéry), e diede spunto ad una vasta produzione semidilettantesca di epigrammi, lettere, ritratti, riflessioni confidenziali: i maestri del genere furono Vincent Voiture (1598-1648) e Isaac de Benserade (1612-1691).

## Tematiche
Queste composizioni sono caratterizzate da una lingua ricercata, tutta iperboli, sfumature, metafore, paradossi, antitesi, giochi di parole a tal punto che l'uso della parafrasi elegante divenne corrente nelle conversazioni che si svolgevano in ristretti gruppi di iniziati.
Nonostante gli eccessi snobistici stigmatizzati da Molière ne Le preziose ridicole, Nicolas Boileau, Jean de La Bruyère e Jean de la Fontaine, i preziosi contribuirono ad arricchire e ad affinare la lingua, ad attirare l'attenzione sui problemi di espressione e sulla psicologia: il loro insegnamento si ritrova in Racine, Madame de La Fayette, François de La Rochefoucauld.